# Bánh mì kẹp
Bánh mì kẹp hoặc bánh mì lát (tiếng Anh: sandwich) là một món ăn thường bao gồm rau, pho mát hoặc thịt cắt lát được đặt bên trên hoặc giữa các lát bánh mì hoặc nói chung là bất kỳ món ăn nào trong đó bánh mì dùng để chứa hoặc bao bọc cho một loại thực phẩm khác. Ban đầu, bánh mì kẹp được coi là một món ăn cầm tay tiện lợi, dễ dàng mang đi ở thế giới phương Tây, mặc dù theo thời gian, món ăn này đã trở nên phổ biến trên toàn thế giới.
Vào thế kỷ 21 đã có nhiều tranh luận về định nghĩa chính xác của bánh mì kẹp và cụ thể là liệu bánh mì kẹp xúc xích hay bánh mì kẹp kiểu trần (gồm một lát bánh mì vuông có phần nhân được phết lên trên) có thể được phân loại là bánh mì kẹp hay không. Bộ Nông nghiệp Hoa Kỳ sử dụng định nghĩa, "ít nhất 35% thịt nấu chín và không quá 50% bánh mì" đối với bánh mì kẹp gồm hai lát và "ít nhất 50% thịt nấu chín" đối với bánh mì kẹp trần.
Tại Anh, Hiệp hội Bánh mì kẹp nước Anh (British Sandwich Association) đã định nghĩa món bánh là "bất kỳ dạng bánh mì nào có nhân, thường được phục vụ dưới dạng món nguội".Một định nghĩa bao gồm các loại bánh Wrap và bánh mì tròn, nhưng loại trừ các món ăn được kẹp vào cùng và được phục vụ nóng, chẳng hạn như bánh mì kẹp thịt.
Bánh mì kẹp là một loại thức ăn trưa phổ biến, được mang đi làm, đi học hoặc đi dã ngoại để làm một món trong bữa trưa được đóng gói sẵn. Bánh được chuẩn bị có thể là bánh mì nguyên vị hoặc được phủ một lớp gia vị, chẳng hạn như sốt mayonnaise hoặc sốt mù tạt nhằm làm tăng hương vị và kết cấu của bánh. Ngoài việc được chuẩn bị tại nhà, bánh mì kẹp cũng được bán rộng rãi ở nhiều cửa hàng bán lẻ khác nhau và có thể được phục vụ nóng hoặc nguội. Có cả bánh mì kẹp kiểu nhân mặn, chẳng hạn như bánh mì thịt nguội và bánh mì nhân ngọt, chẳng hạn như món bánh mì bơ đậu phộng - mứt trái cây.
Bánh mì kẹp được đặt theo tên của người phát minh ra nó là John Montagu, Bá tước thứ 4 xứ Sandwich. Tờ Thời báo phố Wall đã mô tả đây là "đóng góp lớn nhất cho lĩnh vực nghiên cứu về ẩm thực" của nước Anh.

## Lịch sử

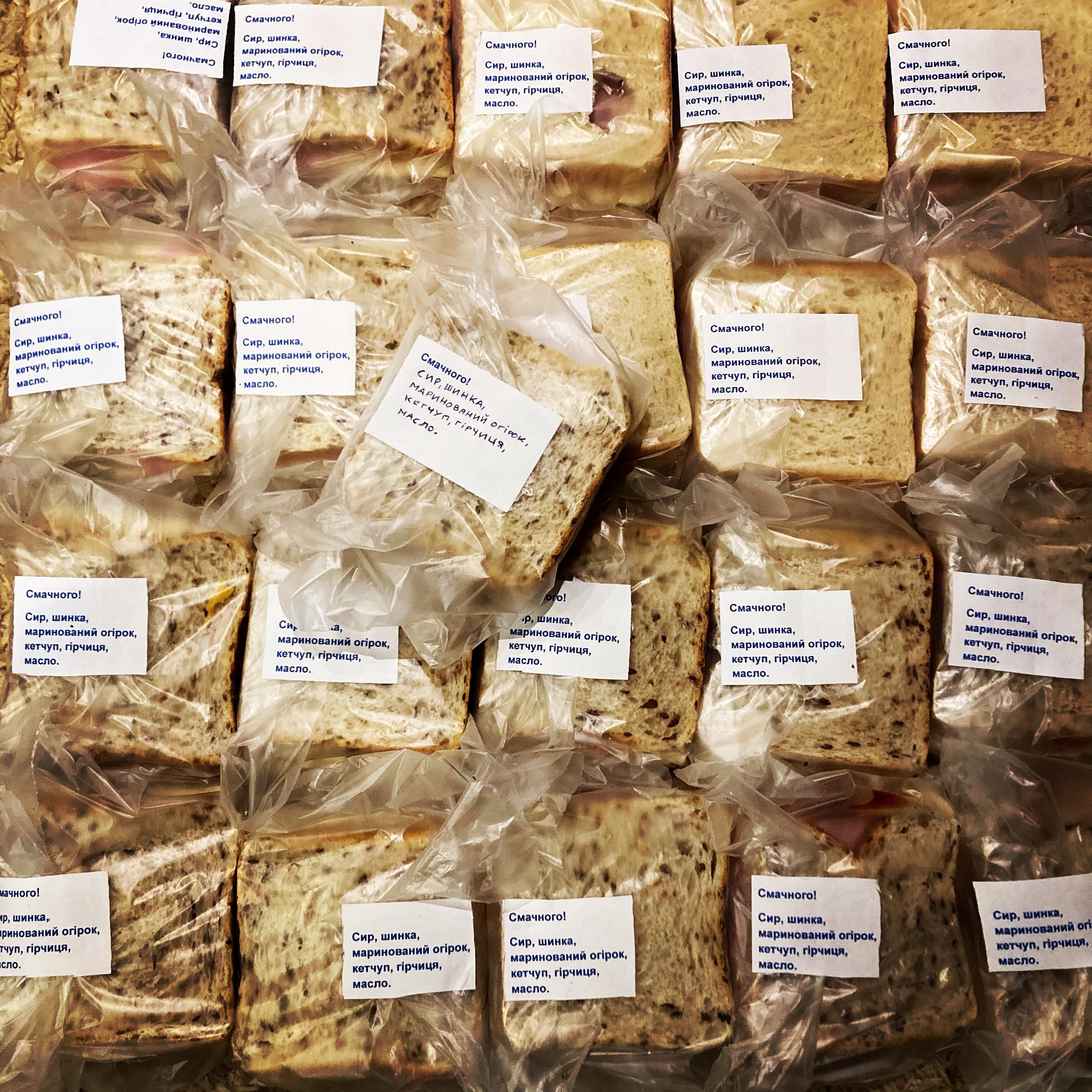
Lô hàng Sandwich dành cho những người tị nạn từ Ukraina năm 2022

Khái niệm hiện đại về bánh mì kẹp sử dụng những lát bánh mì được tìm thấy ở phương Tây có thể được cho là bắt nguồn từ châu Âu thế kỷ 18. Tuy nhiên, việc sử dụng một số loại bánh mì hoặc nguyên liệu giống như bánh mì để lót dưới (hoặc phủ lên trên) một số thực phẩm khác hoặc được sử dụng để xúc và gói hoặc bọc một số loại thực phẩm khác, có từ rất lâu trước thế kỷ thứ 18, và được tìm thấy trong nhiều nền văn hóa lâu đời hơn trên khắp thế giới.
Nhà hiền triết người Do Thái cổ đại Hillel the Elder được cho là đã gói thịt cừu Vượt Qua và các loại thảo mộc đắng trong một chiếc bánh Matzah mềm — một loại bánh mì dẹt, không dùng men nở — trong Lễ Vượt Qua theo cách gói kiểu mới làm từ bánh mì dẹt. Bánh mì dẹt chỉ có các loại khác nhau một chút từ lâu đã được sử dụng để xúc hoặc gói một lượng nhỏ thức ăn đưa lên miệng ở khắp Tây Á và Bắc Phi. Từ Ma-rốc, Ethiopia đến Ấn Độ, bánh mì được nướng thành những hình tròn dẹt, trái ngược với truyền thống bánh mì dạng ổ của người châu Âu.
Trong suốt thời Trung cổ ở Châu Âu, những phiến bánh mì cũ thô cứng (stale bread), được gọi là "thớt cắt bánh mì" (tiếng Anh: trencher), được sử dụng làm đĩa lót thực phẩm. Sau bữa ăn, những lát bánh mì cũ đã ngấm thức ăn còn thừa sẽ được đưa cho những chú chó, ngoài ra còn có những người ăn xin bên bàn của những người giàu có hoặc những người khó khăn sẽ ăn nốt.
Tiền thân của ẩm thực có mối liên hệ trực tiếp với bánh mì kẹp kiểu Anh đã được tìm thấy ở Hà Lan vào thế kỷ XVII, nơi nhà tự nhiên học John Ray quan sát thấy rằng trong quán rượu, thịt bò treo trên xà nhà "họ cắt thành từng lát mỏng và ăn với bánh mì và bơ đặt các lát trên bơ" — các đặc điểm được miêu tả chi tiết đã  tiết lộ bánh mì kẹp belegde broodje, bánh mì kẹp trần vẫn còn chưa được biết đến ở nước Anh.
Ban đầu món ăn này được coi là thức ăn được nam giới chia sẻ với nhau khi chơi trò chơi và uống rượu vào ban đêm, bánh mì kẹp dần dần bắt đầu xuất hiện trong bối cảnh lịch thiệp như một bữa ăn khuya dành cho tầng lớp quý tộc. Bánh mì kẹp được đặt theo tên của John Montagu, Bá tước thứ 4 xứ Sandwich, một quý tộc người Anh vào thế kỷ mười tám. Người thời đó cho rằng ông ta đã ra lệnh cho người hầu mang lên cho mình món thịt được kẹp giữa hai lát bánh mì. Người ta thường nói rằng Bá tước Sandwich thích hình thức đồ ăn kiểu này vì có thể giúp ông ta tiếp tục chơi bài, đặc biệt là bài lá, trong khi ăn mà không cần dùng nĩa và không bị dính dầu mỡ khi ăn thịt bằng tay không.
Lời đồn thường thấy về món bánh này xuất hiện trong cuốn Londres (Neuchâtel, 1770) của Pierre-Jean Grosley, được dịch là Chuyến du lịch đến London năm 1772; Ấn tượng của Grosley đã được hình thành trong một năm ở London vào năm 1765. Người viết tiểu sử của Sandwich, N. A. M. Rodger, đưa ra một giải pháp thay thế, người gợi ý những cam kết của Sandwich đối với hải quân, đối với chính trị và nghệ thuật, có nghĩa là chiếc bánh mì kẹp đầu tiên có nhiều khả năng đã được ông ăn ngay khi ngồi ở bàn làm việc.
Sự phổ biến của bánh mì kẹp ở Tây Ban Nha và Anh đã tăng lên đáng kể vào thế kỷ 19, khi sự trỗi dậy của xã hội công nghiệp và tầng lớp lao động tạo ra nhu cầu đối với những bữa ăn nhanh, dễ dàng mang theo và có giá rẻ. Ví dụ, tại Luân Đôn, có ít nhất bảy mươi người bán hàng rong đã bán bánh mì thịt nguội vào năm 1850; trong suốt thập kỷ đó, các quán bánh mì kẹp cũng trở thành một hình thức ăn uống quan trọng ở miền tây Hà Lan, điển hình là món bánh mì kẹp thịt bò muối và gan.. Ở Mỹ, bánh mì kẹp lần đầu tiên được quảng cáo như một món ăn cho bữa tối. Vào đầu thế kỷ 20, khi bánh mì trở thành một thực phẩm chính trong chế độ ăn uống của người Mỹ, bánh mì kẹp đã trở thành một loại bữa ăn nhanh phổ biến giống như ở khu vực Địa Trung Hải.

## Ngôn ngữ
Theo câu chuyện, theo yêu cầu của Bá tước Sandwich về việc kẹp thịt bò giữa hai lát bánh mì, những người bạn của ông bắt đầu gọi món "giống như ngài Sandwich". Cách sử dụng chữ viết đầu tiên của từ tiếng Anh xuất hiện trong nhật ký của Edward Gibbon, theo cách hiểu dài dòng, đề cập đến "những miếng thịt nguội" như một "Sandwich".
Trước khi được gọi là bánh mì kẹp (sandwich), sự kết hợp món ăn này dường như chỉ được biết đến với tên gọi "bánh mì và thịt" hoặc "bánh mì và pho mát". Hai cụm từ này được tìm thấy trong các vở kịch ở Anh từ thế kỷ 16 và 17.
Tại Hoa Kỳ, một tòa án ở Boston, Massachusetts đã ra phán quyết vào năm 2006 rằng một chiếc bánh sandwich bao gồm ít nhất hai lát bánh mì và "theo định nghĩa này, tòa án này nhận thấy rằng thuật ngữ 'bánh mì kẹp' thường không được hiểu theo nghĩa bao gồm burrito, taco và bánh Quesadilla, thường được làm bằng một loại bánh tortilla và nhồi nhân thịt, gạo và đậu. " Vấn đề bắt nguồn từ câu hỏi liệu một nhà hàng đã bán món burrito có thể chuyển vào một trung tâm mua sắm, nơi một nhà hàng khác có điều khoản không cạnh tranh trong hợp đồng thuê cấm các cửa hàng "bánh mì kẹp" khác hay không.
Ở Tây Ban Nha, nơi mà từ sandwich được mượn từ tiếng Anh, từ này được dùng để chỉ một mặt hàng thực phẩm được làm từ bánh mì kẹp kiểu Anh. Cửa hàng dạng này còn được gọi là bocadillo. Cách sử dụng tương tự cũng được áp dụng ở các nền văn hóa nói tiếng Tây Ban Nha khác, chẳng hạn như Mexico, nơi từ torta cũng được sử dụng cho nhiều loại bánh mì  kẹp kiểu cuộn khá phổ biến.
Ở Anh và Úc, thuật ngữ sandwich được định nghĩa hẹp hơn ở Mỹ: nó thường dùng để chỉ một mặt hàng sử dụng bánh mì cắt lát từ ổ bánh mì. Một món có nhân tương tự, nhưng sử dụng toàn bộ cuộn bánh mì được cắt đôi theo chiều ngang, thường được gọi là roll (bánh mì ổ nhỏ), hoặc với một số loại nhân được phục vụ nóng nhất định, bánh mì kẹp thịt (burger).
Động từ to sandwich có nghĩa là "định vị bất cứ thứ gì giữa hai thứ khác có tính chất khác nhau, hoặc đặt các thành phần khác nhau xen kẽ," và danh từ sandwich có các ý nghĩa liên quan bắt nguồn từ định nghĩa tổng quát hơn này. Ví dụ, một chiếc bánh kẹp kem (ice cream sandwich) bao gồm một lớp kem lạnh nằm giữa hai lớp bánh ngọt hoặc bánh bích quy. Tương tự, kem Oreo và Custard được mô tả là bánh bích quy kẹp (Vương quốc Anh / Khối thịnh vượng chung) hoặc bánh quy kẹp (Mỹ) vì chúng bao gồm một lớp nhân mềm giữa các lớp bánh được nướng. Trong lĩnh vực tài chính doanh nghiệp, Dutch Sandwich và Double Irish with a Dutch sandwich đề cập đến các âm mưu trốn thuế.
Từ butty, ban đầu dùng để chỉ một lát bánh mì phết bơ, phổ biến ở một số vùng phía bắc nước Anh như một từ đồng nghĩa trong tiếng lóng của "bánh sandwich", đặc biệt để chỉ một số loại bánh mì bao gồm Chip butty, butty thịt nguội, hay butty xúc xích. Sarnie cũng là một từ thông dụng tương tự. Tương tự như vậy, từ sanger được sử dụng để chỉ bánh mì kẹp trong tiếng lóng ở Úc. Từ thông dụng trong tiếng Scotland piece có thể dùng để chỉ một chiếc bánh mì kẹp hoặc một bữa ăn nhẹ, đặc biệt là món có kèm một chiếc bánh mì kẹp. Ví dụ, cụm từ jeely piece dùng để chỉ một chiếc bánh mì kẹp mứt.
Cách viết bắt nguồn từ "sammich" (cách khác, "sammidge") có nghĩa là một loại bánh mì kẹp cao cấp có lẽ bởi vì có các thành phần khác được thêm vào.

## Bánh mì kẹp được làm sẵn

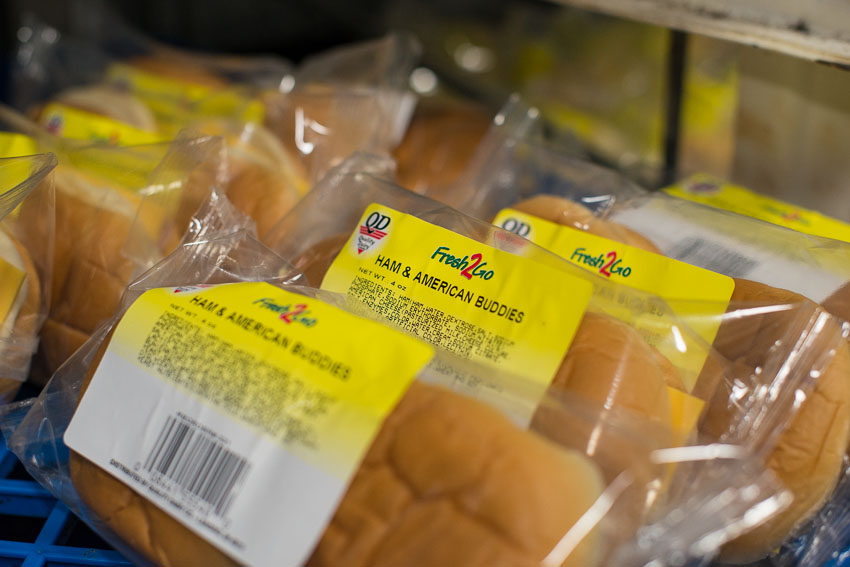
Bánh mì kẹp đóng gói sẵn

Bánh mì kẹp đã được bán rộng rãi trong các quán cà phê, nhà ga, quán rượu và quán ăn kể từ khi bánh mì lát được biết đến vào những năm 1920. Bánh mì kẹp được giữ nguyên, không gói, làm khô và các mép cuộn lại, cho đến khi được bán ra, có thể tìm thấy rộng rãi ở Anh cho đến những năm 1970. Các căng tin trong nhà ga và xe lửa đã quá phổ biển, và thuật ngữ "Bánh mì kẹp đường sắt Anh" thường được sử dụng một cách châm biếm.
Năm 1979, chuỗi cửa hàng Marks & Spencer của Anh đã giới thiệu một loạt bánh mì kẹp làm sẵn, bảo quản lạnh được bán trong hộp hình dạng cái nêm (hộp tam giác), đậy kín để giữ cho bánh tươi ngon. Khi kế hoạch này được chứng thực, một thử nghiệm nhỏ được thực hiện tại năm cửa hàng đã nhanh chóng phát triển với hơn một trăm cửa hàng. Trong vòng một năm, cửa hàng đã tìm cách sản xuất bánh mì kẹp ở quy mô công nghiệp. Vào cuối thập kỷ này, ngành công nghiệp bánh mì kẹp của Anh đã có trị giá 1 tỷ bảng Anh Năm 2017, ngành công nghiệp bánh mì kẹp của Anh đã sản xuất và bán được số bánh mì kẹp trị giá 8 tỷ bảng Anh.

## Hình ảnh

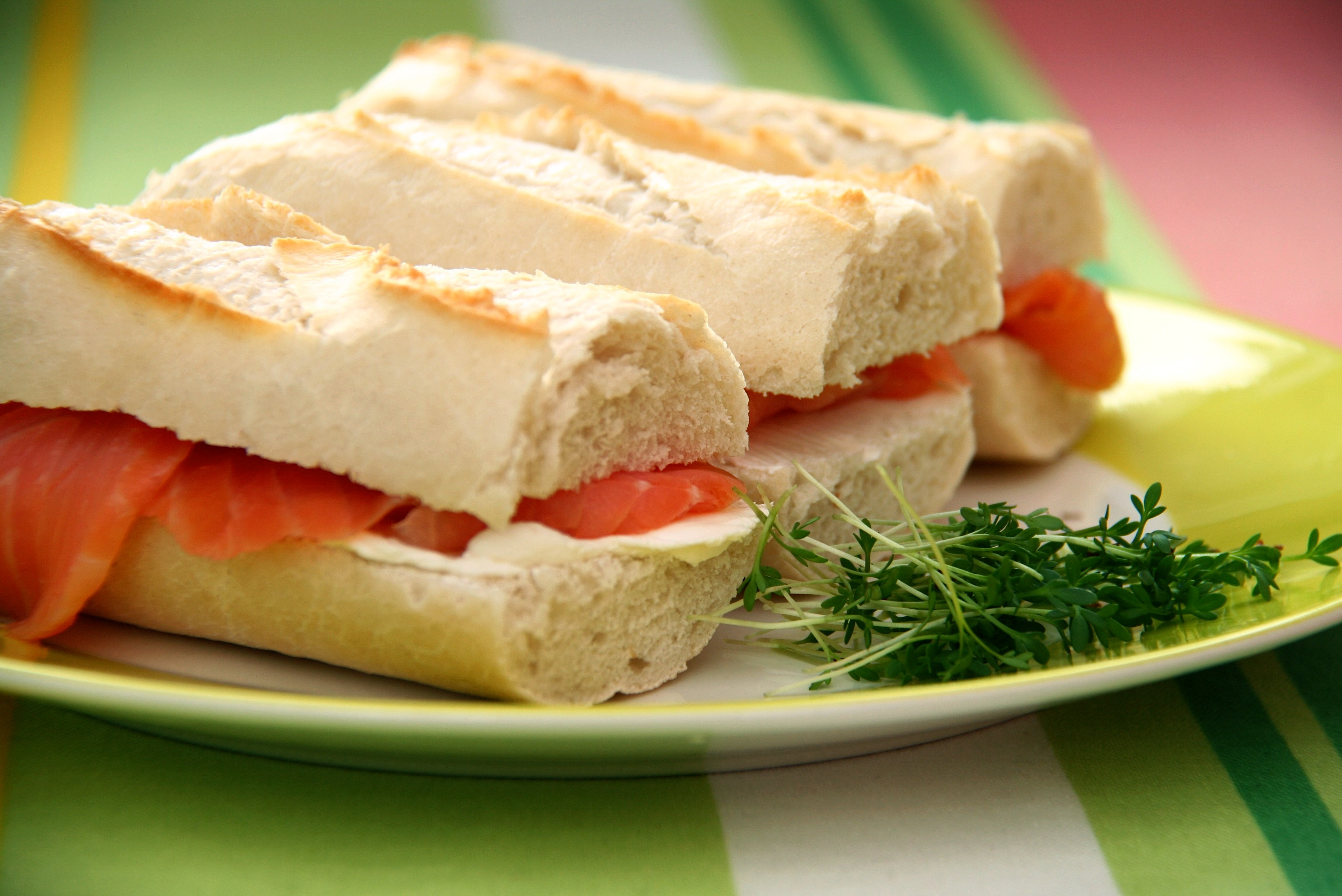
Bánh mì sandwich cá hồi kem phô mai
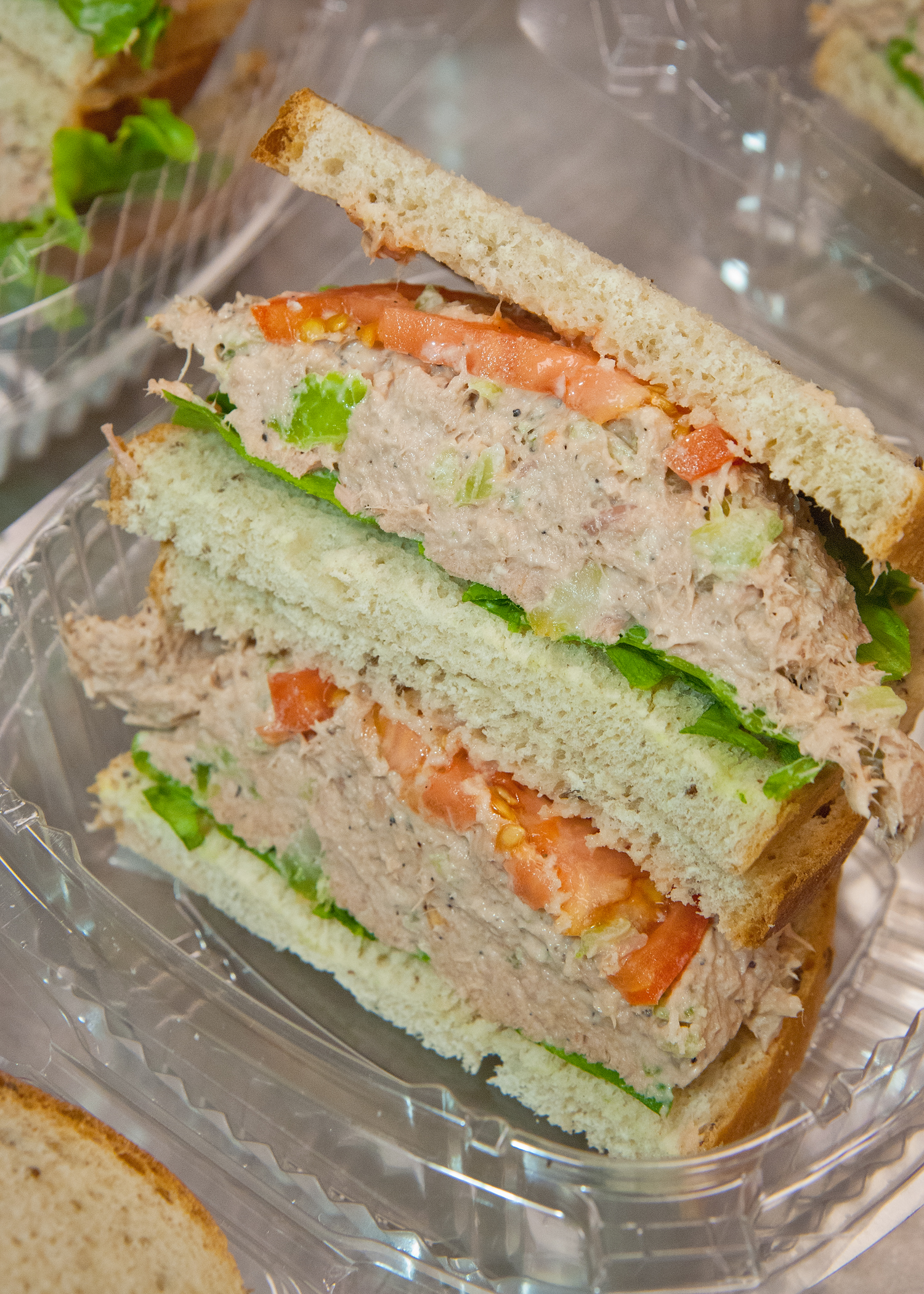
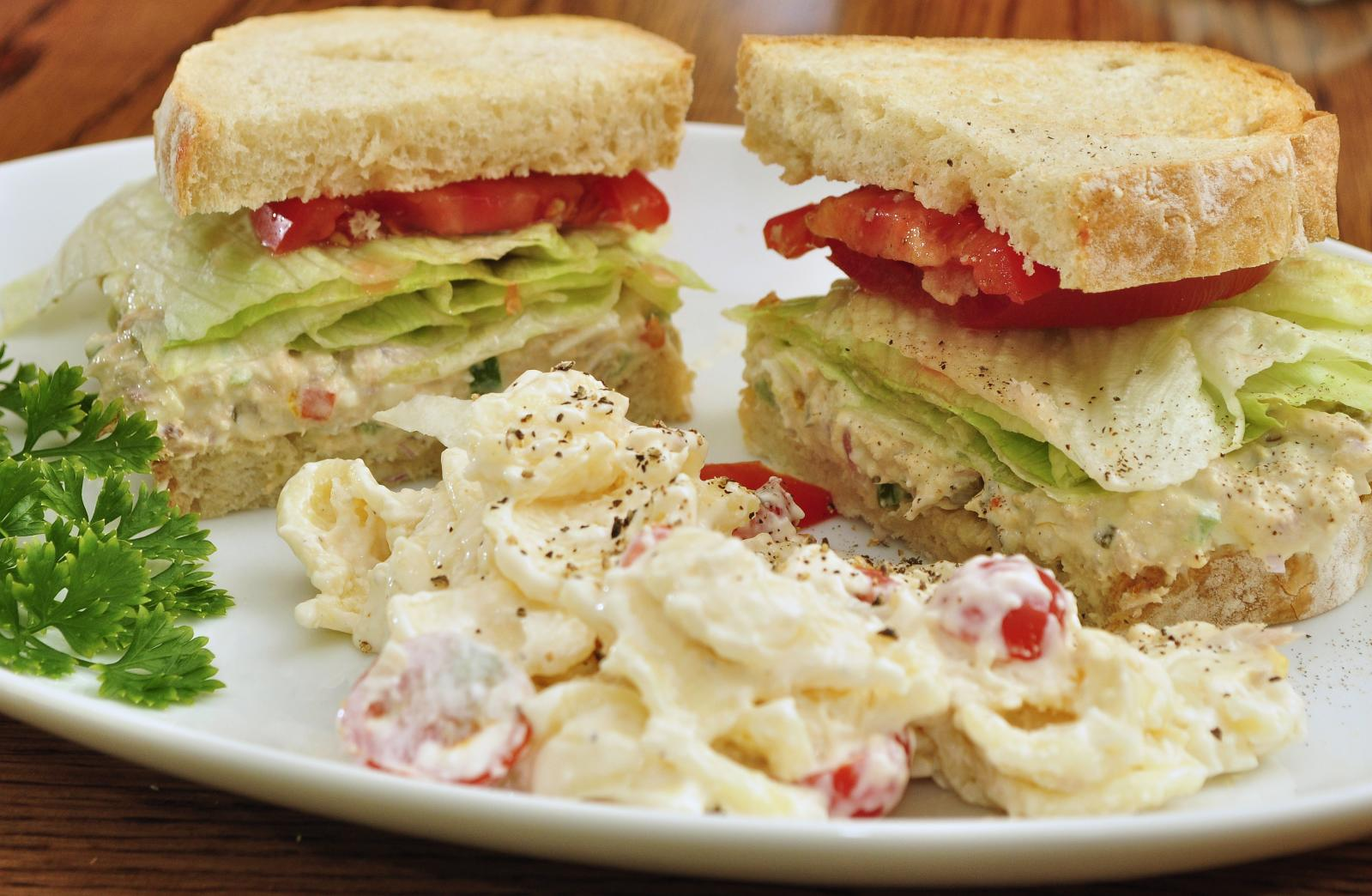
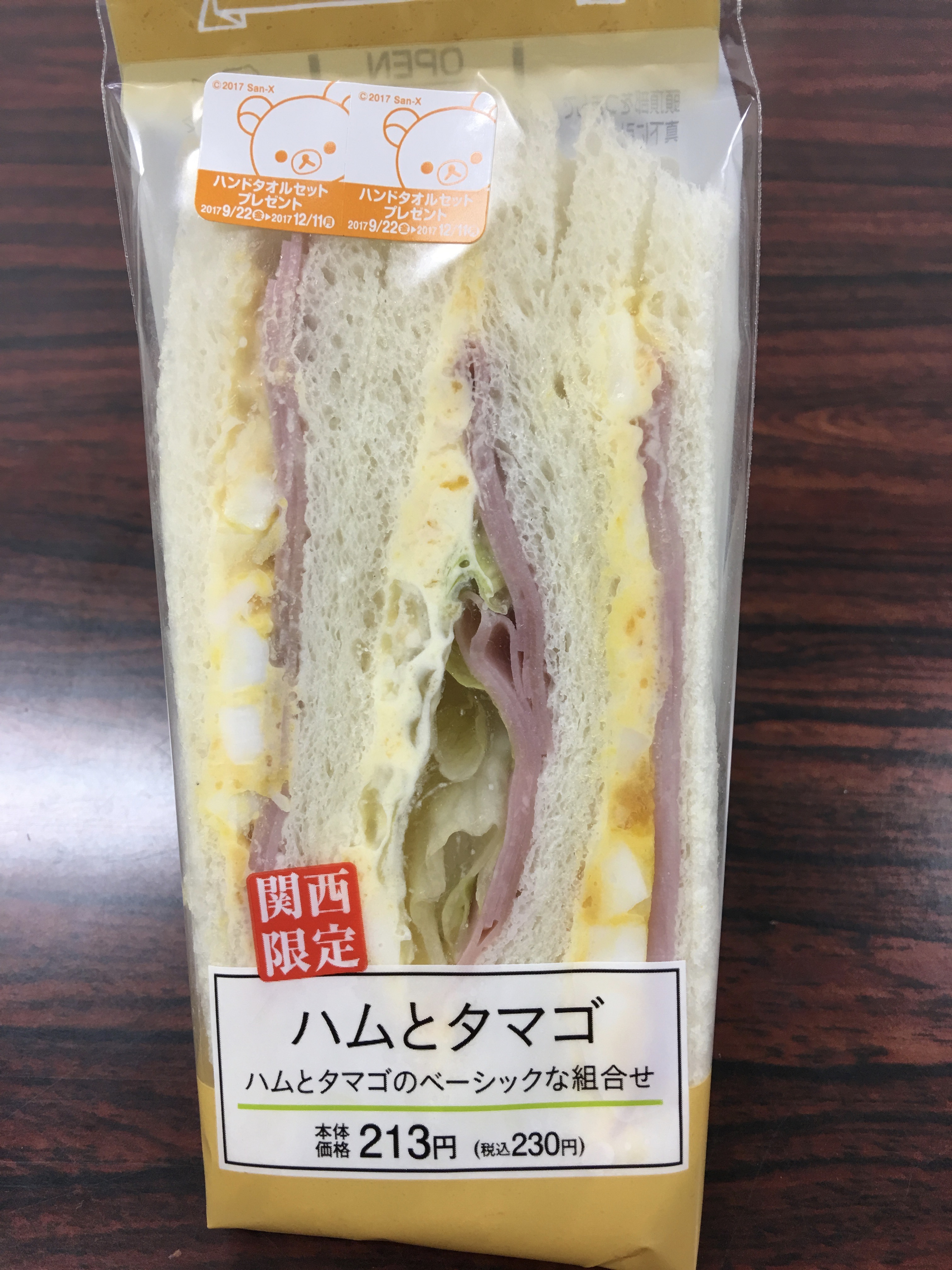
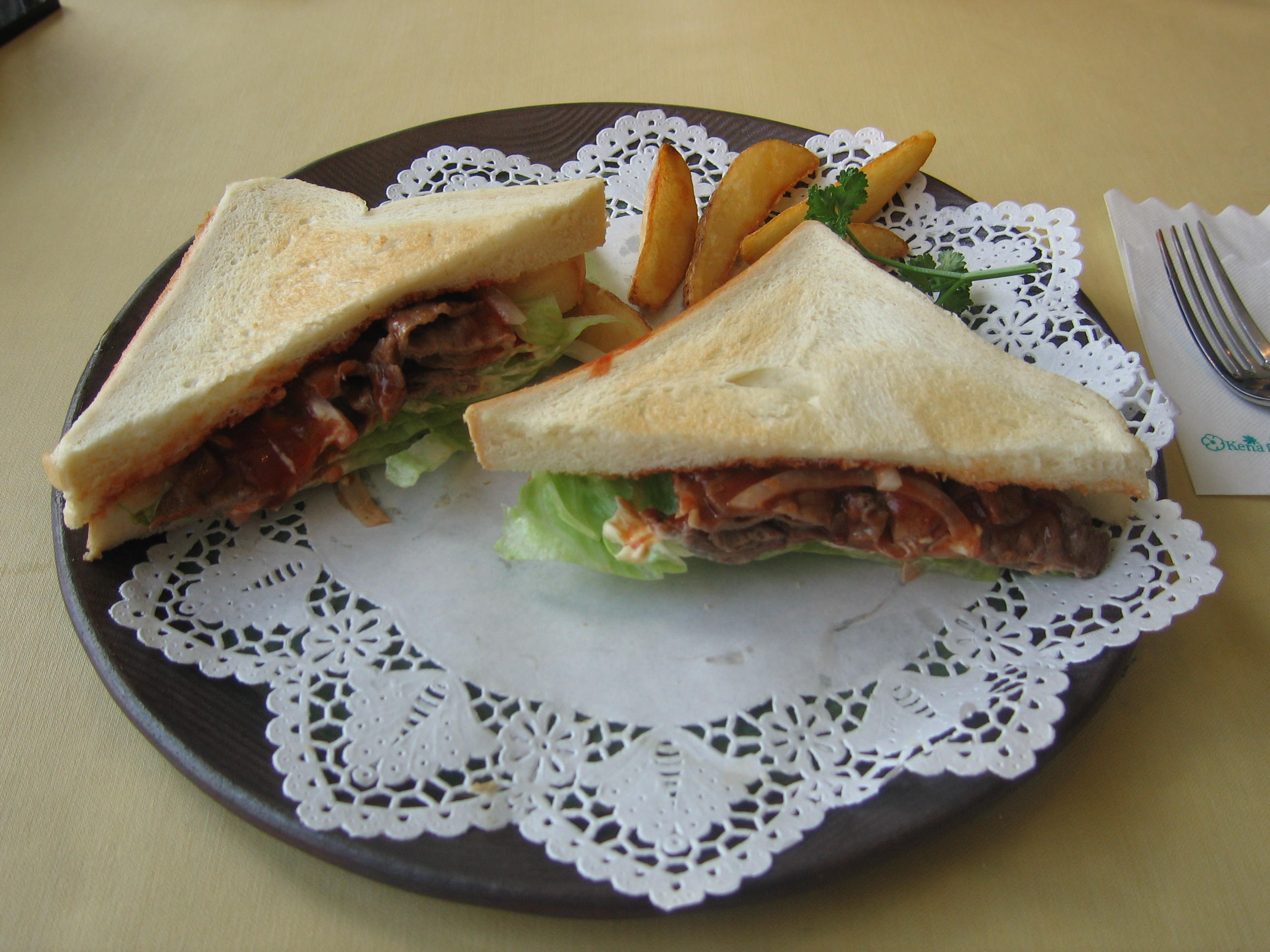
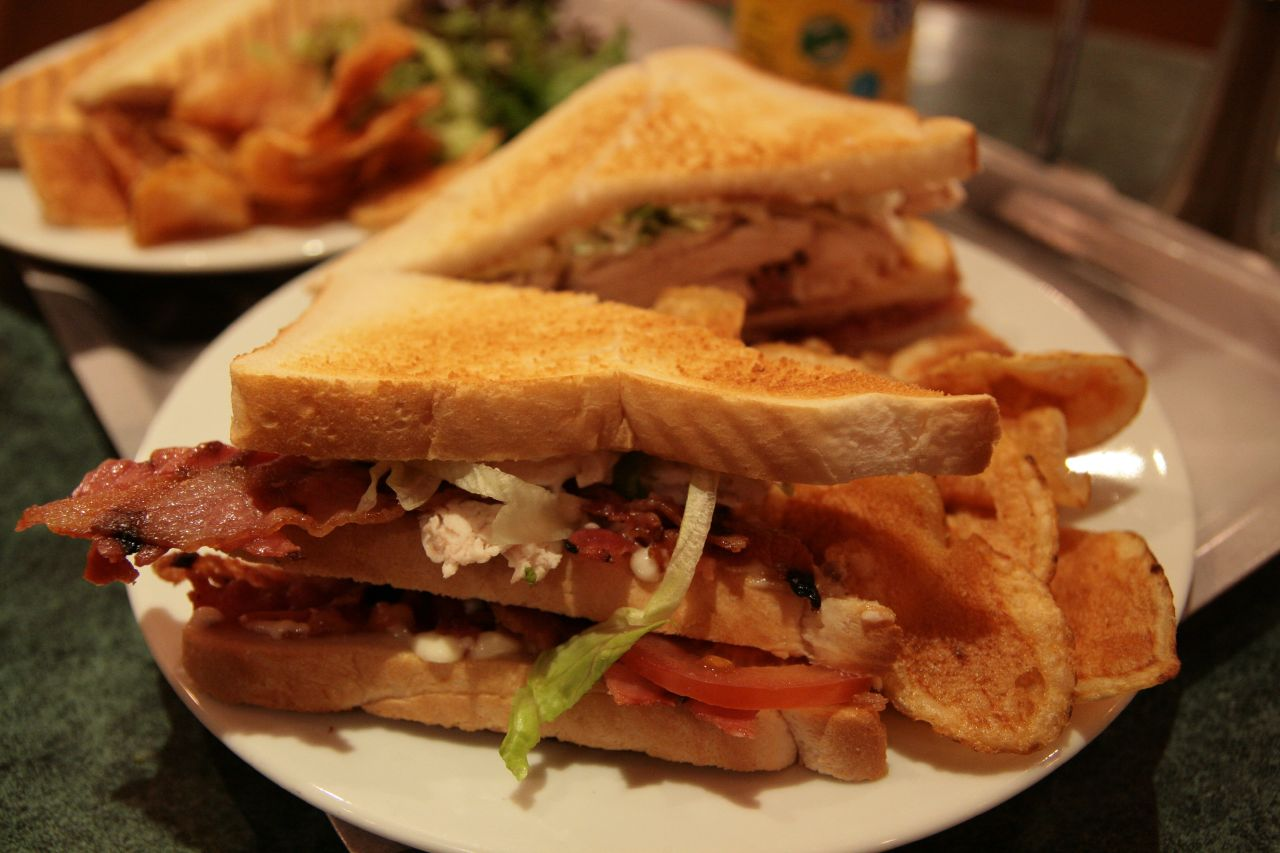
Bánh mì club
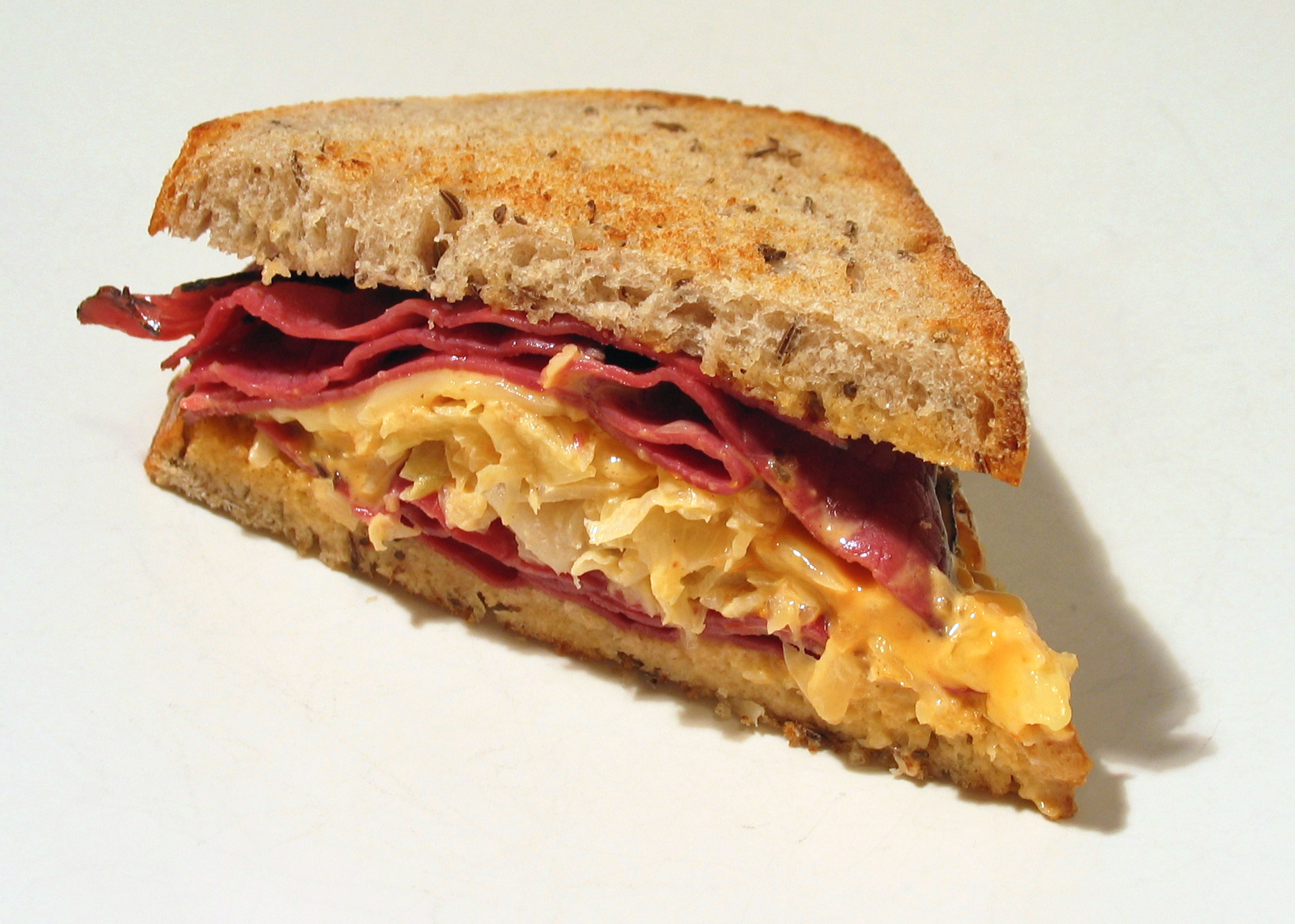
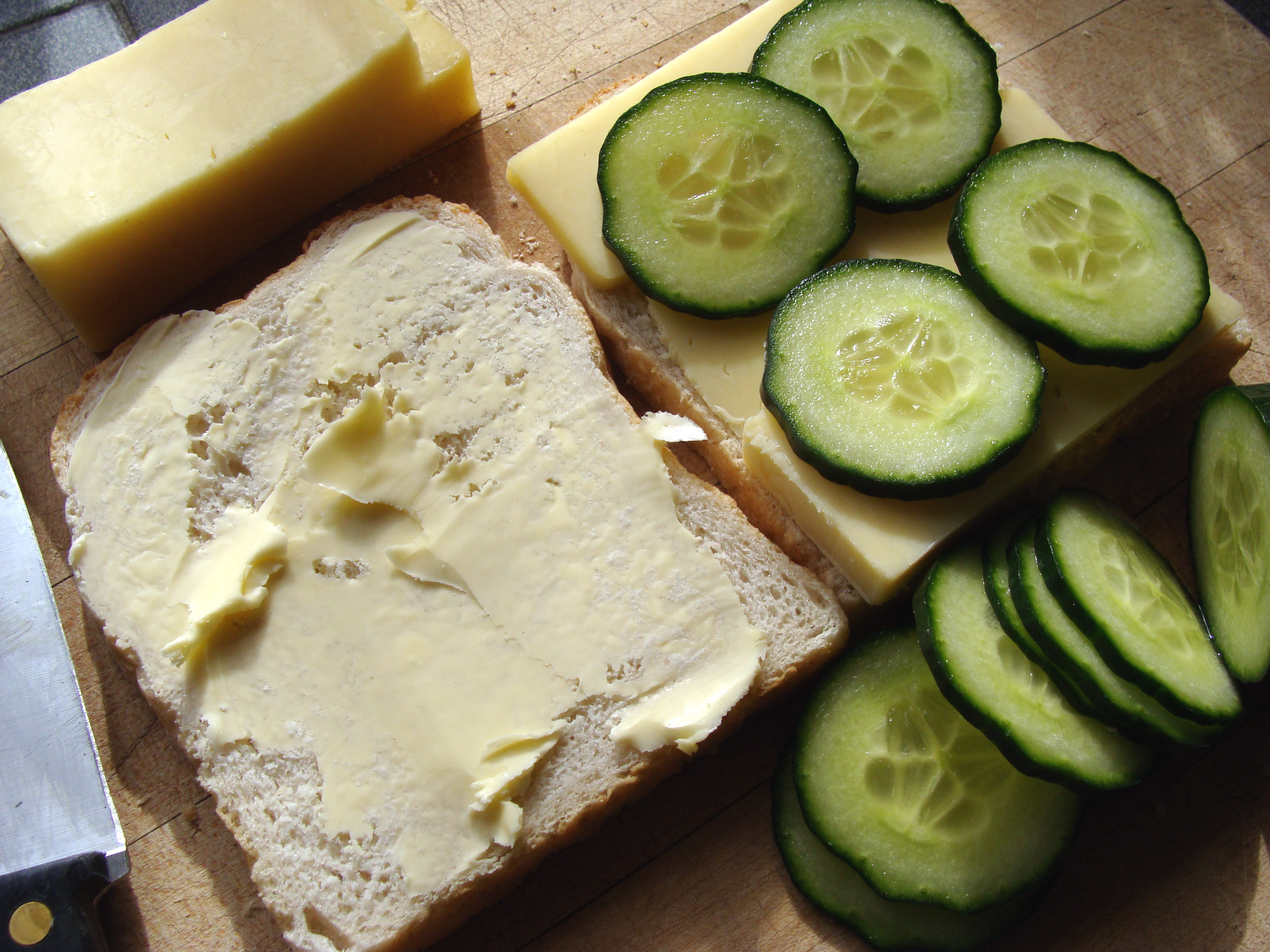
Làm bánh mì dưa chuột
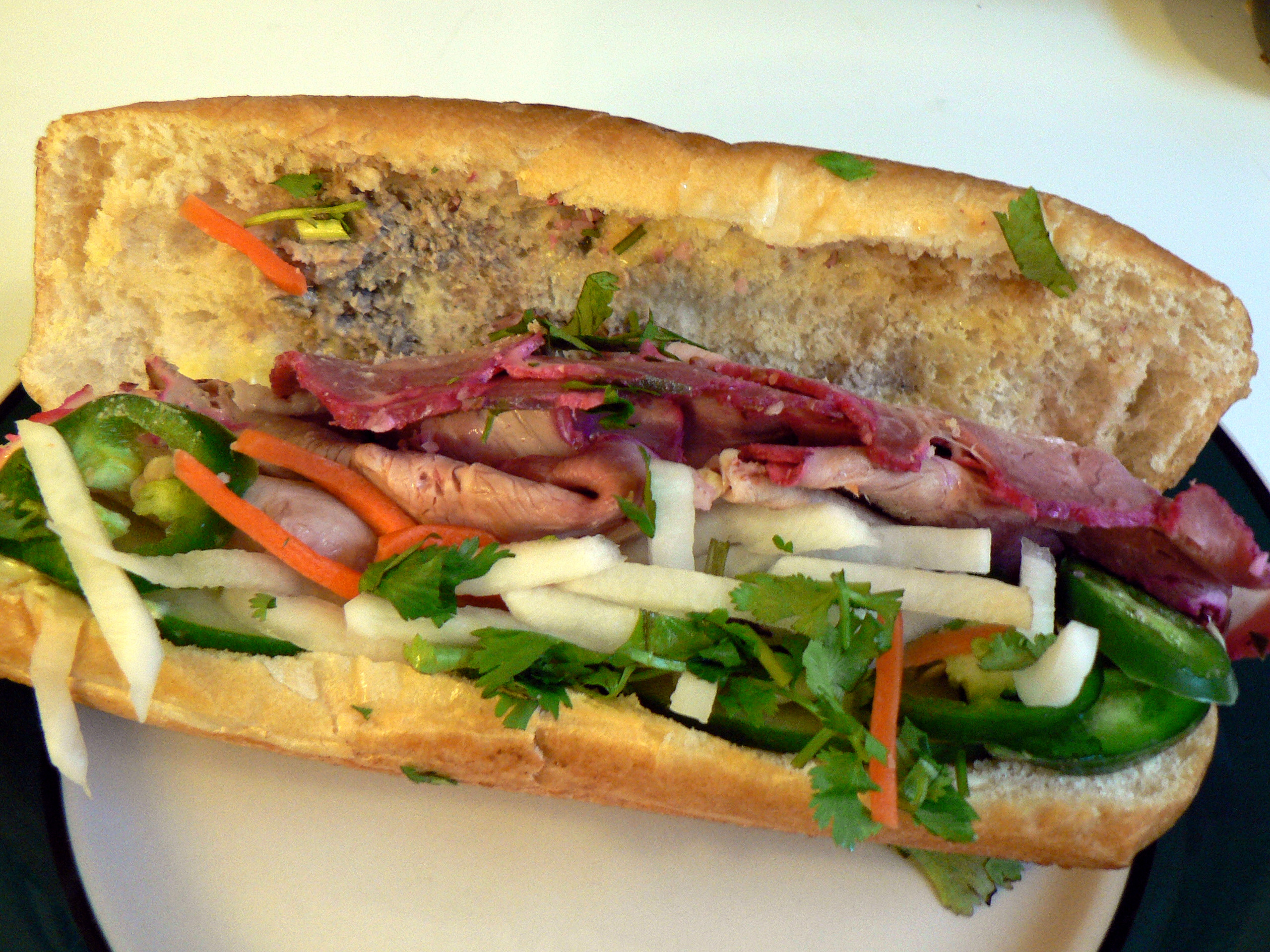
Bánh mì kẹp thịt kiểu Sài gòn